# Trezza

La trezza (trezze au pluriel) est un affleurement rocheux présent dans les fonds marins du golfe de Trieste. Dans la zone comprise entre les embouchures de l'Isonzo et du Tagliamento ; environ 250 ont été identifiées, avec une concentration particulière dans les zones faisant face à la lagune de Grado et à la lagune de Marano.
Les Trezze présentent un intérêt particulier pour la richesse et la biodiversité des milieux qu'elles préservent, et contrastent avec la relative monotonie des fonds sableux de la Haute Adriatique.

## Origines et zone de diffusion
Les trezze sont constitués de roches d'origine clastique, comme le grès, et organogènes, comme le récif corallien superficiel. L'aire de diffusion est relativement étendue et s'étend de 2 à 17 kilomètres de la côte, suivant probablement un profil côtier ancien, pour une profondeur allant de 8 à plus de 20 mètres.
Sous le nom de tegnùe, les trezze sont également connus sur les côtes vénitiennes, tandis que leur extension est documentée dans la haute mer Adriatique jusqu'à la hauteur d'Ancône.

## Études
Les études sur les trezze sont relativement récentes : commencées vers 1960, elles n'ont connu une accélération significative qu'au début du XXIe siècle, dans le but de favoriser la protection et la mise en valeur de l'environnement.